# Knife Fight
Knife Fight es una película estadounidense estrenada en 2012, dirigida por Bill Guttentag y protagonizada por Rob Lowe, Carrie-Anne Moss y Jamie Chung. La película fue filmada en San Francisco, California y tuvo su estreno en 2012 en el Festival de Cine de Tribeca. El 25 de enero de 2013 fue estrenada en teatros de los Estados Unidos con una recepción mixta. Narra la historia de un estratega político que hace negocios con tres clientes mientras enfrenta las cuestiones morales de su profesión.

## Reparto
- Rob Lowe es Paul Turner.
- Julie Bowen es Peaches O'Dell.
- Saffron Burrows es Sophia Becker.
- Jamie Chung es Kerstin Rhee.
- David Harbour es Stephen Green.
- Eric McCormack es Larry Becker.
- Jennifer Morrison es Angela Anderson.
- Lorraine Toussaint es Brenda Davis.
- Carrie-Anne Moss es Penelope Nelson.
- Shirley Manson es Nicole.
- Richard Schiff es Dimitris Vargas.
- Amanda Crew es Helena St. John
- Michelle Krusiec es Shannon Huang.
- Chris Mulkey es Roger Fillmore.
- Davey Havok es Jimmy McSorley.
- Eddie George es Tony Blanchard.
- Kurt Yaeger es Oliver Kennedy.
- Frankie Shaw es Samantha.